# Maszrabijja

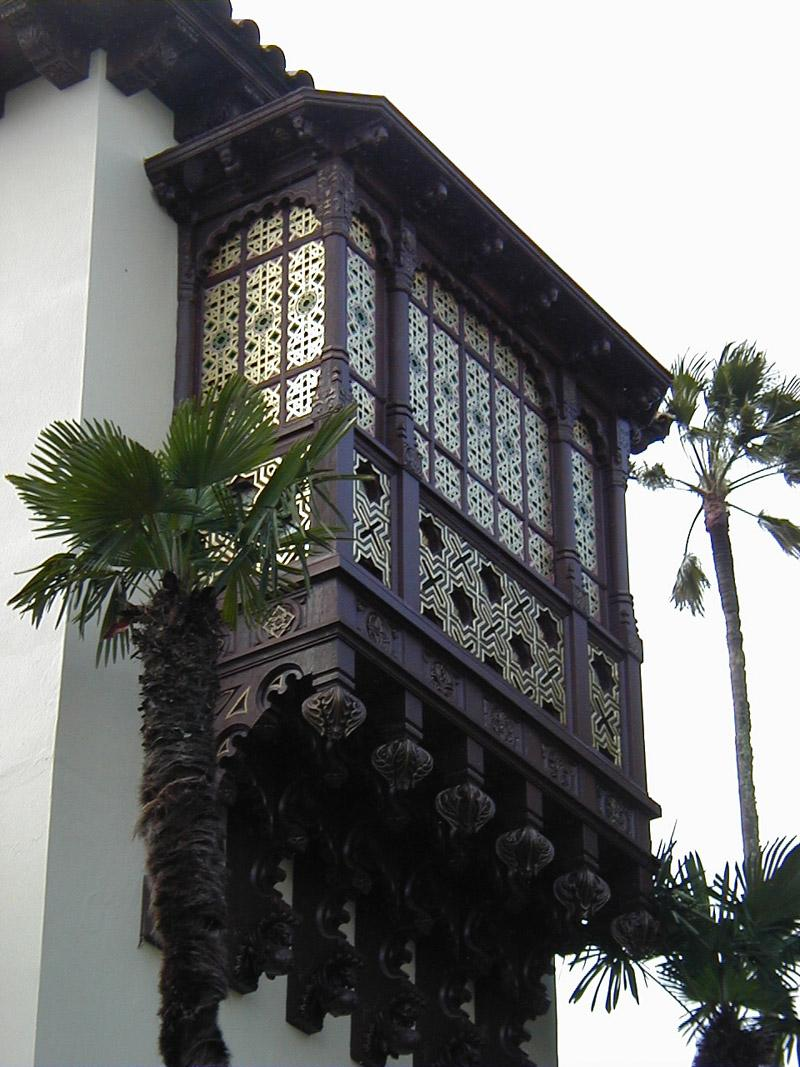
Egipska maszrabijja

Maszrabijja (zwana także muszaraba lub szanaszil) − ozdobna drewniana krata zakrywająca balkony lub okna.

## Nazwy i etymologia
Termin maszrabijja pochodzi od trójliterowego rdzenia Š-R-B, który ogólnie oznacza picie lub wchłanianie. Istnieją dwie teorie na temat jego nazwy:
- Bardziej powszechna teoria głosi, że termin ten wywodzi się od arabskiego słowa sharaba (oznaczającego pić), ponieważ miejsce to wykorzystywano na małą drewnianą półkę, na której przechowywano garnki z wodą pitną. Półka została otoczona drewnem i umieszczona przy oknie, aby zapewnić chłód wody. Później ta półka ewoluowała, aż stała się częścią pomieszczenia z pełną obudową i zachowała nazwę pomimo radykalnej zmiany sposobu użytkowania.[3]
- Mniej popularna teoria głosi, że pierwotnie nazwa brzmiała ‏mashrafiya‎ i pochodziła od czasownika shrafa ‏شرفة‎ oznaczającego przeoczyć lub obserwować. Na przestrzeni wieków nazwa powoli się zmieniała pod wpływem zmian brzmieniowych i wpływu innych języków.[3]

Maszrabija jest znana w całym świecie arabskim pod różnymi etykietami; ‏takhrima‎ w Jemenie; ‏barmaqli‎ lub ‏gannariya‎ w Tunisie, ‏shanashil‎ lub ‏rowshin‎ w Iraku i Dżuddzie. Nazywa się go również shanshūl (‏شنشول‎) lub rōshān (‏روشان‎).
Istnieją również inne terminy opisujące warianty tego elementu architektonicznego poza światem arabskim. W języku tureckim nazywa się to şahnişin, z perskiego, przyjętego na języka greckiego jako sachnisi. Na Malcie są one znane pod pokrewnym terminem muxrabija.